# Астрагал зонтичный
Астрагал зонтичный (лат. Astragalus umbellatus) — вид травянистых растений рода Астрагал (Astragalus) семейства Бобовые (Fabaceae).

## Ботаническое описание
Многолетнее растение 5—20 см высотой. Листья 3—5 см длиной с беломохнатой остью. Цветоносы прямостоячие, длиннее листьев. Соцветие — зонтиковидная, малоцветковая кисть с 5—7 цветками. Бобы поникающие, перепончатые, вздутые, рыжевато-чернобархатистые, эллиптические, 12—18 мм длиной. Семена овальные, неравнобокие, около 2 мм длиной, гладкие, коричневые. Цветёт в июне — августе, плодоносит в августе.

## Распространение
Растёт по сухим склонам, на каменистой тундре, по луговинам, по пятнистой арктической тундре.

## Значение и применение
Хорошо поедается северным оленем (Rangifer tarandus).